# Ray Triscari
Ray Joshua Triscari (* 27. Mai 1923 in Jamestown (New York); † 8. September 1996 in Prescott, Arizona) war ein US-amerikanischer Studio- und Jazztrompeter (auch Flügelhorn, Posaune).
Ray Triscari arbeitete ab Mitte der 1940er-Jahre bei Gene Krupa, dann mit Musikern des West Coast Jazz; so spielte er im Benny Carter Orchestra, in Bill Holman's Great Big Band, Bob Bain Brass Ensemble, Bobby Troup and His Stars of Jazz, Gerald Wilson Orchestra, Shorty Rogers Big Band und in der Formation Supersax. Triscari wirkte im Bereich des Jazz von 1946 bis 1979 bei 243 Aufnahmesessions mit, außer den Genannten bei Benny Goodman, Terry Gibbs, Anita O’Day, Helen Humes, Louis Bellson, June Christy, Les McCann, Dizzy Gillespie, Shelly Manne, Henry Mancini, Lalo Schifrin, The 5th Dimension, Mel Tormé, Frank Sinatra und Ray Charles.